# Cantón de Châtillon-en-Bazois
El cantón de Châtillon-en-Bazois era una división administrativa francesa, que estaba situada en el departamento de Nièvre y la región de Borgoña.

## Composición
El cantón estaba formado por quince comunas:
- Achun
- Alluy
- Aunay-en-Bazois
- Bazolles
- Biches
- Brinay
- Châtillon-en-Bazois
- Chougny
- Dun-sur-Grandry
- Limanton
- Mont-et-Marré
- Montigny-sur-Canne
- Ougny
- Tamnay-en-Bazois
- Tintury

## Supresión del cantón de Châtillon-en-Bazois
En aplicación del Decreto n.º 2014-184 de 18 de febrero de 2014, el cantón de Châtillon-en-Bazois fue suprimido el 22 de marzo de 2015 y sus 15 comunas pasaron a formar parte; trece del nuevo cantón de Château-Chinon, una del nuevo cantón de Guérigny y una del nuevo cantón de Luzy.